# Standards Volume 1
Standards Volume 1 is een muziekalbum uit 1983 van Keith Jarrett, Gary Peacock en Jack DeJohnette. De heren speelden eerder met elkaar, maar nog niet echt in deze samenstelling. Tijdens de samenwerking speelde het trio voornamelijk eigen composities. In januari 1983 kwamen de drie bij elkaar in New York om eens geen eigen, maar andermans werk te spelen. Dit pakte dermate gunstig uit dat er in een maand tijd voldoende materiaal was om drie albums uit te geven. Er werden destijds eerst elpees uitgegeven en later volgde compact discs. Daardoor bleef de speelduur beperkt tot ongeveer 45 minuten.

## Musici
- Keith Jarrett – piano
- Gary Peacock – bas
- Jack DeJohnette – slagwerk.

## Composities
1. Meaning of the Blues  (Bobby Troup / Leah Worth (9:23)
2. All The Things You Are (Jerome kern / Oscar Hammerstein) (7:44)
3. It Never Entered My Mind (Richard Rodgers / Lorenz Hart) (6:42)
4. The Masquerade Is Over (Allie Wrubel / Herbert Magidson) (5:57)
5. God Bless The Child (Arthur Herzog / Billie Holiday) (15:32)